# Ryūō-Wasserfall
Der Ryūō-Wasserfall (japanisch 龍王の滝 Ryūō no taki) ist ein Wasserfall in der japanischen Präfektur Kōchi mit einer Fallhöhe von etwa 20 Metern. Der Wasserlauf des Wasserfalls läuft nach Norden in den Minamio, der ein Zufluss des Yoshino ist, welcher im Osten Shikokus in den Kii-Kanal mündet. Im Wasserfallbecken leben Masu-Lachse der Unterart Oncorhynchus masou ishikawae und Salamander.
Der Ryūō-Wasserfall ist Teil der 1990 vom Umweltministerium aufgestellten Liste der Top-100-Wasserfälle Japans. Weitere bekannte Wasserfälle in der Präfektur sind der Ōtaru-Wasserfall und der Todoro-Wasserfall.